# Junta d'Andalusia
La Junta d'Andalusia (en castellà i oficialment Junta de Andalucía) o simplement la Junta, és la institució que organitza l'autogovern d'Andalusia. La Junta d'Andalusia està integrada pel President de la Junta d'Andalusia i pel Consell de Govern. La seva seu oficial és el Palau de San Telmo a la ciutat de Sevilla.
El Parlament d'Andalusia és l'assemblea legislativa d'Andalusia, a la qual correspon l'elaboració i aprovació de les lleis i l'elecció i cessament del President de la Junta d'Andalusia. El President de la Junta d'Andalusia és el suprem representant de la autonomia i el representant ordinari de l'Estat a la comunitat.
El Consell de Govern és l'òrgan polític i administratiu superior de la Comunitat, al que correspon l'exercici de la potestat reglamentària i l'acompliment de la funció executiva. Està compost pel president de la Junta d'Andalusia, que el presideix, i pels Consellers nomenats per ell per a fer-se càrrec dels diversos departaments (conselleries). En la legislatura 2004-2008 la Junta d'Andalusia està composta per les següents 13 conselleries:
- Presidència
- Agricultura i Pesca
- Economia i Hisenda
- Educació
- Governació
- Innovació, Ciència i Empresa
- Justícia i Administració Pública
- Medi ambient
- Obres Públiques i Transports
- Ocupació
- Per a la Igualtat i Benestar Social
- Salut
- Turisme, Comerç i Esport

L'òrgan jurisdiccional superior de la comunitat autònoma és el Tribunal Superior de Justícia d'Andalusia, davant el qual s'esgoten les successives instàncies processals sense perjudici de la jurisdicció que correspon al Tribunal Suprem; no obstant això, el Tribunal Superior de Justícia d'Andalusia no és un òrgan de la comunitat autònoma sinó que forma part del poder judicial, que és únic en tot el Regne i que no pot ser transferit a les comunitats autònomes.
En l'any 2005 va manejar un pressupost superior als 25.000 milions d'euros i posseïx més de 200.000 empleats directes.
El 2018 durant la investigació d'un cas d'una presumpta contractació "a dit" d'una professora la Conselleria d'Educació presentà al jutge uns documents falsos.